# Thailand-Rundschau
Die Thailand-Rundschau (TR) erscheint seit 1988 mit der Deutsch-Thailändischen Gesellschaft als Herausgeberin.

## Geschichte
Der Verein informierte seine Mitglieder seit der Vereinsgründung im Jahr 1962 über die unterschiedlichsten Nachrichten aus Thailand und der DTG per Rundbriefe. Das langjährige Mitglied Jochem Weikert und der Diplomat Johann Christian Lankes der von 1982–1985 deutscher Botschafter in Thailand und Mitglied der DTG war, schlugen in den 1980er Jahren eine kostenlose Mitgliederzeitschrift vor, die auch vom Umfang her angemessener wäre. Im Juni 1988 gab es dann die Nr. 1 der Thailand-Rundschau.
Die Thailand-Rundschau erscheint dreimal jährlich in einem Umfang von jeweils ca. 40 Seiten. Für Mitglieder der DTG sind die Bezugsgebühren mit dem Mitgliederbeitrag abgegolten.
Inhaltlich enthält es ein breites Spektrum an Themen aus Geschichte, Gesellschaft, Kultur und Wissenschaft in Bezug auf Thailand, geschichtliche Betrachtungen und humanitäre Probleme. In erster Linie ist die Thailand-Rundschau eine Mitgliederzeitschrift, deren Bezug für Mitglieder der Deutsch-Thailändischen Gesellschaft mit dem Mitgliedsbeitrag abgegolten ist.

## Redaktion
Verantwortliche Redakteure sind:
- Jochem Weikert (1988–1991)
- Wolf Donner und Frauke Kraas (gemeinsame Leitung 1991–1996)
- Frauke Kraas (seit 1997), Wolf Donner und Arnd D. Kumerloeve[2]

Auf der Vereinswebseite findet man das TR-Archiv. Die Ausgaben der Thailand-Rundschau von 1988–2021 werden dort als kostenloser Download angeboten.